# Rombout Verhulst

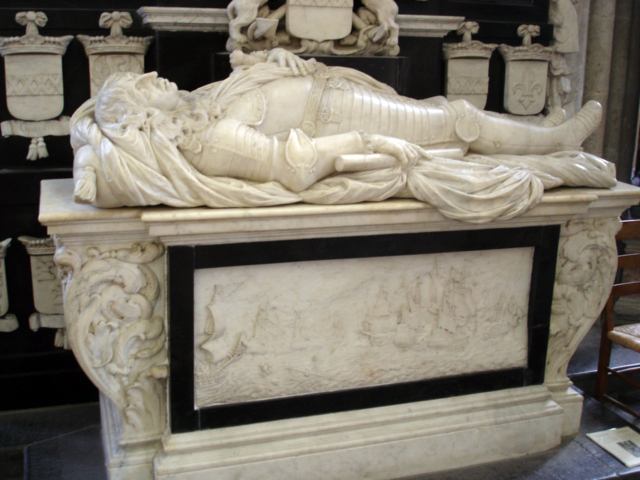
Grabmal des Admiral W. J. Baron van Gendt, 1673, Utrecht

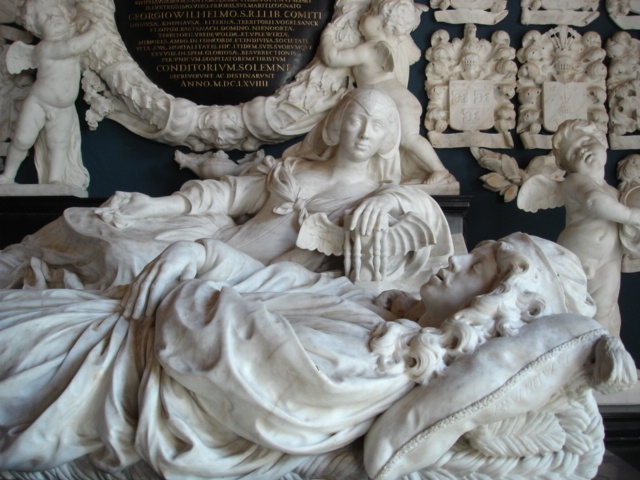
Grabmal von Carl Hieronymus Freiherr van In- en Kniphuizen und seiner Ehefrau Anna van Ewsum in der Kirche in Midwolde

Rombout Verhulst (* 15. Januar 1624 in Mechelen; † 27. November 1698 in Den Haag) war ein flämischer Bildhauer des 17. Jahrhunderts, der hauptsächlich in den Niederlanden arbeitete und für seine besondere Fertigkeit im Modellieren und der Werkstoffbearbeitung geschätzt wurde. Er galt nicht als der große Erfinder neuer Kompositionen oder Motive, sondern dank der Einfühlsamkeit seiner Porträts als der „Aristokrat unter den Bildhauern Flanderns“.

## Lehre in Mechelen und Beginn in Amsterdam
Nach der Lehre bei den Bildhauern Verstappen und Jacob van Loo in seinem Geburtsort fand man ihn ungefähr ab 1647 in der Werkstatt des Artus Quellinus I. in Amsterdam angestellt, um die dortige Stadthalle (das heutige Königliche Schloss) mit Skulpturen auszuschmücken. Eine Statue der Venus (zwischen 1650 und 1657) sowie zwei allegorische Reliefs der „Silentia“ und der „Fidelitas“ können ihm in jedem Fall zugeschrieben werden, da er die Werke signierte.

## In der Gunst der Mächtigen der Niederlande
Nachdem er die Werkstatt verließ – lange bevor der Ausbau der Stadthalle abgeschlossen war – zeichnete sich Verhulst durch eine ganze Serie von Grabmonumenten, Skulpturen und Tumben innerhalb der Vereinigten Provinzen aus, die der Ausdruck des überregionalen Interesses an seinen Fertigkeiten war. Er verdankte seine Aufträge einem kleinen, aber sehr illustren Netzwerk hochgestellter Persönlichkeiten. Seitdem Quellinus 1665 nach Antwerpen zurückgekehrt war, galt Verhulst als „der“ Bildhauer der Vereinigten Sieben Provinzen. So schmückten seine Werke bald die Kirchen in Amsterdam (Oude Kerk, Grabmal des Admirals Isaac Sweers und das Epitaph für den Vize-Admiral Willem van der Zaan), Delft, Katwijk, Leiden (Pieterskerk, Grabstein des Johan Polyander van Kerchoven, 1663) und Utrecht (Kathedrale, Grabmal des W. J. Baron van Gendt, 1673), und schließlich auch in den Städten um Groningen und in Zeeland (vgl. die Büste des Jacob van Reygersberg, 1671, Getty Museum).

## Höhepunkt: Das Grabmal de Ruyters
Den Beginn dieser Serie kann man in der Nieuwe Kerk in Amsterdam und der Oude Kerk in Delft festmachen. Seinen künstlerischen Höhepunkt erlebte Verhulst mit dem allseits gepriesenen Grabmonument des Nationalhelden Admiral Michiel de Ruyter in der bereits erwähnten Nieuwe Kerk 1681. Dort, wo vor der Reformation der Hochaltar gestanden hatte, entwarf Verhulst ein imposantes Grabdenkmal über dem Grabgewölbe des Seehelden, der bereits 1676 an seinen Verletzungen bei der Seeschlacht von Messina gestorben war. Geschickt hatte Verhulst dabei die Totenmaske bereits im Terracotta-Modell gleichsam so naturalistisch dargestellt, dass man selbst eine Warze erblickt, und dennoch idealisiert verfeinert, dass die Niederländer alle Stärken de Ruyter hineininterpretieren konnten. Dass de Ruyter selbst lieber in der Oude Kerk hatte bestattet werden wollen, ist einer der üblichen historischen Irrwege, die auf den Willen des Verstorbenen selten Rücksicht nimmt.
In der Nieuwe Kerk befindet sich ein weiteres Werk Verhulst. Im nördlichen Seitenschiff steht das Grabdenkmal für den Kommandanten Johann van Galen, der 1653 in der Schlacht bei Livorno fiel. Hier hatte noch Artus Quellinus den Entwurf des Konzepts geleistet, während Verhulst und Wilhelm de Keyser mit der Ausführung betraut waren.